# Duće
Duće is een plaats in de gemeente Dugi Rat in de Kroatische provincie Split-Dalmatië. De plaats telt 1640 inwoners (2001).